# Pasul Vâlcan
Pasul Vâlcan este o trecătoare situată la nivelul grupei vestice a Carpaților Meridionali în partea estică a Munților Vâlcanului la o altitudine de 1621 m, care face legătura dintre Depresiunea Petroșani și depresiunea subcarpatică Târgu Jiu – Câmpu Mare (Depresiunea Olteană).

Depresiunea Petroşani în proiecţie 3D

## Date geografice
Trecătoare se află pe granița dintre județele Gorj și Hunedoara, pe drumul Vulcan - Schela (DJ664) – ce străbate partea vestică a Parcului Național „Defileul Jiului”. Această șosea (nemodernizată) are ca origine sudică Drumul European 79 (DN66) în dreptul comunei Turcinești, pentru a trece apoi prin Schela și Pasul Vîlcan după care coboară în orașul Vulcan. Actual (2013) mai este folosit doar de localnici și, de cei care întrețin linia de înaltă tensiune de 220 kv ce leagă din 1966 Termocentrala Paroșeni – prin Târgu Jiu, de Sistemul Energetic Național.
În apropiere spre SE se află pe valea Jiului – Pasul Lainici, spre NNV Pasul Merișor iar spre vest Pasul Jiu-Cerna.

## Repere
Multă vreme trecătoarea a reprezentat o importantă cale de acces a Țării Hațegului și a spațiului transilvănean spre nordul Olteniei. Legătura principală cu bazinul Jiului de Vest se făcea pe acest drum de culme, practicabil doar pe jos sau cu calul – până în perioada de stăpânire austriacă a Olteniei (când s-au făcut amenajări pentru a se putea folosi de care sau trăsuri). Se ocolea astfel defileul Jiului – impracticabil, prin care deabea după Primul Război Mondial a fost finalizat un drum, ceea ce a determinat ca cel care mergea prin Pasul Vulcan să fie părăsit..
În 1600 pe aici a trecut Mihai Viteazul pentru a ajunge la Viena, în încercarea de a-i cere ajutor împăratului Rudolf al II-lea. În locul numit Poiana lui Mihai, conform unei legende, voievodului i-ar fi crăpat calul din cauza efortului, ceea ce a determinat parcurgerea ulterioară a Pasului Vâlcan pe jos. În 1788 pe aici intră în Depresiunea Petroșani armatele Imperiului Otoman, cu toata opozitia armatei habsburgice conduse de generalul Laudon
Prin pas trec două drumuri istorice:
- Drumul lui Traian –  construit de armatele romane și, care unea în urmă cu două milenii Drobeta cu Ulpia Traiana.[3]
- Drumul Neamțului – numit astfel deoarece se află în apropierea locului pe unde în Primul Război Mondial, în urma declarației de război a României împotriva Austro-Ungariei, Armata Română a trecut granița. Tranșeele rămase din timpul marii conflagrații sunt vizibile și în ziua de astăzi. Drumul Neamțului se suprapune pe traseul DJ664 și pe o porțiune de câțiva km cu Drumul lui Traian, spre Vulcan.[3]

Există intenții de amplasare a unui parc eolian în golul alpin din Pasul Vâlcan.

## Obiective turistice de interes
- În apropiere, pe drumul dintre orașul Vulcan și pas se găsește Stațiunea Pasul Vâlcan, cu facilități reprezentate de teleschiuri, un babyschi, trei pârtii de schi și o telegondolă care ajunge până la marginea orașului.[3]
- Monumentul lui Mihai Viteazul, ridicat la inițiativa din 1932 a Societății Culturale „Cultul Eroilor” din București – ce reprezintă un vultur cu aripile întinse ocrotitor peste Oltenia. La bază acesta are un basorelief cu chipul voievodului și o inscripție dedicată lui.[3]